# Porto dos Biscoitos
O Porto dos Biscoitos é um porto piscatório português localizado na freguesia dos Biscoitos, concelho da Praia da Vitória, ilha Terceira, arquipélago dos Açores.
Caracteriza-se por ser um pequeno porto da costa Norte da ilha Terceira construído numa enseada abrigada dessa mesma costa e que se encontra numa situação estratégica de abrigo às embarcações.
Apesar de ser um porto relativamente abrigado é bastante sensível a ondulação do Norte pelo que por vezes necessário ter em atenção a ondulação desse quadrante que muitas vezes se faz sentir neste local.

## História
Este porto esteve envolvido nas lutas liberais uma vez que durante uma das derradeiras tentativas dos apoiantes do rei D. Miguel I de Portugal ocorridas na ilha Terceira no dia 1 de Outubro de 1828, João Moniz Corte Real, então líder dos absolutistas terceirenses, recebeu por esta infra-estrutura portuária algum armamento proveniente da ilha do Faial. Estas armas foram transportadas com a ajuda do seu parente, o então morgado João Moniz de Sá, residente na localidade da Arrochela, na freguesia próxima dos Altares, para uns cerrados localizados na margem esquerda da Ribeira de Lapa. Nesse local assentaram acampamento com cerca de 90 milicianos miguelistas.
Nas proximidades deste porto foram construídos dois fortes a quando da Guerra Civil Portuguesa.
É também um excelente lugar para fazer mergulho, seja apneia ou Mergulho autónomo, tanto de dia, como à noite. A batimetria desce rapidamente à medida que nos afastamos da costa atingindo já a pouco distancia do porto uma cota que ronda os 17 metros. Às águas deste porto e costa circundante são muitos ricas em grandes pelágicos como o *Mero (Epinephelus itajara),  a bicudas, a Toninha-brava - (Tursiops truncatus), a Garoupa (serranídeos), a Barracuda (Sphyraena), o Lírio (Campogramma glaycos),  e mesmo a raia. Podendo o mergulho ser feito tanto de dia como de noite.